# Ladenburg
Ladenburg er en by i det nordvestlige Baden-Württemberg i Tyskland. Den ligger på højre bred af floden Neckar, 10 km nordvest for Heidelberg og 10 km øst for Mannheim.
Byens historie går tilbage til den keltiske og romerske middelalder, da den blev kaldt Lopodunum. Kejser Trajan hævede den til bystatus ('civitas') i 98 e.Kr. Den historiske gamle bydel og dens Fachwerkhäuser dateres tilbage til den sene middelalder. Opfinderen af bilen, Carl Benz, boede også i Ladenburg. Bertha Benz Memorial Route, opkaldt efter sin kone Bertha, løber gennem byen.

## Geografi

### Placering og naturmiljø
Distriktet ligger på flodens Neckars sedimentsvifte i en højde på mellem 96 og 106 meters højde i Rhin-Neckar byområdet i Rhingraven. Syd for det bebyggede område løber Kandelbach ud i Neckar. Distriktet strækker sig over 1900 hektar. Af disse er 24,7 procent bosættelses- og transportområder, 71,8 procent bruges til landbrug og 2,8 procent er vandområder.
De nærmeste større byer ligger hver omkring elleve kilometer væk; Heidelberg i sydøst og Mannheim i nordvest. Byområderne er delvist sammenvoksede.
- Kandelbach i Ladenburg
- Svan på halsen
- Mand Polyommatus icarus
- Grå hejre
- Ladenburg er omgivet af marker

### Byafdeling
Landsbyerne Neubotzheim og Neuzeilsheim og Rosenhof-distriktet tilhører byen Ladenburg. I byområdet ligger Wüstungen i Botzheim, Meerhof og Zeilsheim.

### Nabobyer
Ladenburgs byområde grænser op til Ilvesheim i vest ned ad Neckar-floden, Heddesheim i nord, byen Leutershausen i Hirschberg følger i nordøst mod Odenwald, syd for Leutershausen ligger Bergstrasse-byen Schriesheim efterfulgt af Dossenheim i sydøst. Forløbet af floden Neckar danner grænsen til Edingen-Neckarhausen.

### Klima
Ladenburg hører ligesom Heidelberg til det varmeste område i Tyskland. Mængden af nedbør på distriktet øges fra vest til øst og svinger mellem 650 og 800 mm. Den nærmeste klimastation i Heidelberg målte en gennemsnitstemperatur på 11,1 ° C og en nedbør på 745 mm om året mellem 1971 og 2000. Den varmeste måned er juli med en gennemsnitstemperatur på 20,1 ° C, den koldeste måned er januar med 2,5 ° C. 
| Gennemsnitlige månedlige temperatur og nedbør for Heidelberg 1971–2000 \| \| Jan \| Feb \| Mär \| Apr \| Mai \| Jun \| Jul \| Aug \| Sep \| Okt \| Nov \| Dez \| \| \| \| Temperatur ( ° C ) \| 2,5 \| 3,6 \| 7,3 \| 10,5 \| 15,2 \| 17,8 \| 20,1 \| 19,8 \| 15,9 \| 11,1 \| 6,0 \| 3,6 \| Ø \| 11,1 \| \| Niederschlag ( mm ) \| 48 \| 44 \| 53 \| 49 \| 77 \| 79 \| 81 \| 56 \| 64 \| 64 \| 68 \| 63 \| Σ \| 745 \| |     |     |     |      |      |      |      |      |      |      |     |     |   |      |
| | Jan | Feb | Mär | Apr  | Mai  | Jun  | Jul  | Aug  | Sep  | Okt  | Nov | Dez |   |      |
| Temperatur ( ° C ) | 2,5 | 3,6 | 7,3 | 10,5 | 15,2 | 17,8 | 20,1 | 19,8 | 15,9 | 11,1 | 6,0 | 3,6 | Ø | 11,1 |
| Niederschlag ( mm ) | 48  | 44  | 53  | 49   | 77   | 79   | 81   | 56   | 64   | 64   | 68  | 63  | Σ | 745  |

## Historie

### Antikken
Ladenburg beskriver sig selv som den ældste by i Tyskland på højre side af Rhinen . Den første afvikling af byen fandt sted engang mellem 3000 og 200 f.Kr. Ladenburg eksisterede oprindeligt som den keltiske bosættelse Lokudunom, hvilket betyder havborg. I 200 f.Kr. blev det keltiske centrum af Gaume flyttet fra Heiligenberg nær Heidelberg til Ladenburg. I år 40 bosatte romerne suebiske tyskere som en bondemilits. I de romerske kilder kaldes de Suebi Nicrenses ("Neckarsueben"). I 74 e.Kr. grundlagde romerne et hjælpefort der med en lejrby ( vicus ), kernen i den senere by. Garnisonen omfattede en auxilian kavaleri division af de germanske Cananefates, deres navn betyder " porre mestre".
I 98 hævede kejser Trajan bosættelsen af Lopodunum til civitas (bystatus) og til hovedstaden i Civitas Ulpia Sueborum Nicrensium; efter kejserens hedenske navn - Ulpius - modtog stedet epitetet Ulpia. Bosættelsen blomstrede i det andet og tidlige tredje århundrede, hvilket fremgår af adskillige arkæologiske fund.
Omkring år 220 den romerske by havde et forum med en markedsandel basilika, et ugentligt marked, templer, en romersk teater, termiske bade, paladser og en bymur. De offentlige bygninger var usædvanligt store sammenlignet med andre bosættelser i regionen. Det murede område var ca. 32 hektar, spredte fund indtager endda et bosættelsesområde på ca. 45 hektar. Således var Ladenburg den største romerske by i dagens Baden-Württemberg, selv før Rottweil, Rottenburg, Bad Cannstatt, Bad Wimpfen, Heidenheim og Heidelberg .
I år 260 eller kort før ødelagde Alamanni tilsyneladende byen, efter at de kejserlige tropper havde forladt det forfaldne land. Imidlertid opholdt sig nogle lokale og overleverede det romerske stednavn. Kejser Valentinian I genoptog bosættelsen i 369 og fik bygget et landeslot, en sen antik havnefæstning, som kun kunne komme ind fra Neckar. Omkring midten af det 5. århundrede, sandsynligvis i 454 efter sammenbruddet af Hun-imperiet, sluttede det romerske styre i Ladenburg-området endelig.

### Migrationsperiode og middelalder
Så tidligt som i 496 byggede merovingerne et kongeligt hof i Ladenburg, som er blevet afleveret som et palads. Lobdenburg blev hovedstaden i Lobdengau . I 628 "gav" den frankiske konge Dagobert I byen og regionen til Worms bispedømme. I 874 dokumenterede kong Ludwig den tyske Lobetenburg. I karolingisk tid var Ladenburg en af de få byer i imperiet, der blev udpeget som Civitas Publica, hvilket forudsætter den fortsatte eksistens af den kongelige domstol. Allerede i det 10. århundrede blev de første middelalderlige bymure bygget. I 1006 bekræftede kong Heinrich II, helgenen, overfor biskoppen af Worms alle ejendele fra katedralklosteret Ladenburg, og fem år senere gav han biskoppen amtet Lobdengau.
I 1253 gjorde samfundet sit første optræden med en Schultheiß, rådmænd og borgere. I 1385 blev herredømmet over Ladenburg delt mellem Worms og Pfalz efter en blodig fejde.
I 1400 var borgerne i Worms ulydige med deres biskop og udviste ham, hvorefter Ladenburg blev biskoppens sæde. I 1412 fik biskop Johann II von Fleckenstein bygget det sydlige tårn i St. Gallus Church, "fordi han som biskop har ret til to tårne", således en katedral. Under biskop Johann III von Dalberg (1455-1503) havde Ladenburg sin største blomstring. I 1512, på tærsklen til moderne tid, besøgte hans ven kejser Maximilian byen.

### Moderne tider
Den senere reformator Reuchlin var ansvarlig for bogsamlingen, som blev overtaget fra Lorsch Abbey og suppleret med Dalbergs bedrifter og er i dag kendt som Bibliotheca Palatina . Juleaften i 1564 brød der ud et slagsmål mellem den reformerede præst Eckard og biskop Bettendorf i St. Gallus. I det følgende år forsonede Bettendorf sig med Wormsers og forlod Ladenburg, den sekundære bopæl tilbage. Derefter lod Frederik III, den kalvinistiske kurfyrste i Pfalz kirken St. Gallus plyndre langfredag, og katolske billeder blev ødelagt (Kurpfälzer Bildersturm).
Under den trediveårige krig blev byen delvist ødelagt af Peter Ernst II af Mansfeld i 1622 og plyndret af general Mélac under Palatinatens arvskrig (1689-1693). I 1705 blev brødrene kurfyrsten Johann Wilhelm og biskop Franz Ludwig von Pfalz-Neuburg enige om en større udveksling af territorium. Ladenburg, sammen med Neckarhausen, faldt fuldstændigt til Valgpfalz, der etablerede et Oberamt (seniorkontor) i Ladenburg med byen som hjemsted.
Efter den franske revolution blev Ladenburg besat i koalitionskrigene i 1799, og Napoléon Bonaparte omarrangerede det politiske kort over Europa. Kurpfalz blev opløst, og byen faldt til Baden . Det forblev en officiel bopæl indtil 1863, da den blev inkorporeret i Mannheim District Office. Da Baden-revolutionen blev undertrykt i 1849, blev Neckar-broen i Ladenburg hårdt anfægtet. Revolutionærerne lykkedes at erobre byen, der var okkuperet af preusserne, og dækkede dermed hovedstyrkens tilbagemarsch.
Politisk var socialdemokraterne den stærkeste styrke i Ladenburg siden 1903. Under Weimar-republikken blev de midlertidigt formørket af Zentrum på grund af fragmenteringen af det venstreorienterede partispektrum. Fra 1930 var NSDAP det stærkeste parti og modtog 34,2 procent af stemmerne ved Rigsdagsvalget i marts 1933 .
Med opløsningen af Landkreis blev Mannheim Ladenburg en del af den nye Rhein-Neckar-Kreis i 1973. I 1974 blev Altstadtfest (Old Town Festival) afholdt for første gang og har siden udviklet sig til en besøgende magnet. I 1979 blev byen tildelt guldpladen af forbundspræsident Walter Scheel i den føderale konkurrence "Stadtgestalt und Denkmalschutz im Städtebau" (bydesign og monumentbeskyttelse i byudvikling). I 1998 fejrede byen sit 1900-års jubilæum. Samme år var det vært for "Heimattage Baden-Württemberg". I 2005 fandt Grünprojekt 2005 (Green Project), også kendt som den lille Landesgartenschau, sted i Ladenburg.

### Historisk befolkning
| År         | 1439  | 1577  | 1777  | 1852  | 1925  | 1950  | 1961  | 1967  | 1970  | 1991   | 1995   | 2005   | 2010   | 2015   | 2020   |
| ---------- | ----- | ----- | ----- | ----- | ----- | ----- | ----- | ----- | ----- | ------ | ------ | ------ | ------ | ------ | ------ |
| Befolkning | 1.175 | 1.330 | 1.472 | 2.930 | 4.993 | 7.125 | 8.338 | 8.280 | 9.799 | 11,791 | 11.801 | 11.510 | 11.513 | 11.420 | 11,661 |

## Politik

### Borgmestre
Liste over borgmestre: 
| - 1914–1922: Wilhelm Fritsch - 1922–1931: Christian Koch ( SPD ) - 1931–1933: Hermann Hagen - 1933–1934: Alfred Reuther ( NSDAP ) - 1934–1945: Kurt Pohly (NSDAP) | - 1945–1953: Adam Herdt ( CDU ) - 1953–1965: Hermann Hohn ( FWV ) - 1965–1993: Reinhold Schulz (SPD) - 1993-2001: Rolf Reble (CDU) - 2001–2017: Rainer Ziegler (SPD) | - siden 2017: Stefan Schmutz (SPD) |

### Kommunalbestyrelse
Kommunalrådet i Ladenburg har 22 medlemmer, der vælges ved direkte valg for hver fem år. Derudover er borgmesteren formanden for kommunalbestyrelsen. Kommunevalget i 2019 førte til følgende resultat (i parentes: forskel til 2014): 
| CDU | 27,0 % (−4,5)  | 6 Sitze (−1)  |
| GLL | 26,2 % (+10,3) | 6 Sitze (+2)  |
| SPD | 23,8 % (−3,5)  | 5 Sitze (−1)  |
| FWV | 16,3 % (−2,6)  | 4 Sitze (± 0) |
| FDP | 6,8 % (+0,3)   | 1 Sitz (± 0)  |

### Våbenskjold
Den blazon af våbenskjoldet lyder: I shield diagonalt divideret med sølv og blå, en rød slot med åben port og opvokset sølv Faldgitter i fortinnet og overdækket lav centrale del mellem de to spidse ydre tin tårne to diagonalt krydsende blå nøgler (skæg slået op) . Det går tilbage til et segl på 1253. Farverne sølv og blå, som først blev etableret i det 19. århundrede, står for Kurpfalz. De krydsede nøgler kommer fra Worms stift. Slottet skal sandsynligvis betragtes som en byport og henviser således til byens rettigheder. Flagget er blåt og hvidt. 
- Byvåbenskjold med forkert drejede nøglebjælker på Ladenburgs vandtårn
- Ladenburgs flag

## Bemærkelsesværdige personligheder
- Johann Friedrich von Seilern (1646–1715), søn af en farvestof og senere kejserlig grev, blev født i Ladenburg
- Johann Christoph Sauer (1695–1757), den første tysksprogede printer og udgiver i Nordamerika, blev født i Ladenburg
- Brødrene Franz Xaver von Hertling (1780-1844) og Friedrich von Hertling (1781-1850), begge bayerske krigsministre, blev født i Ladenburg
- Michael Frey (1787-1832), komponist, violinist og dirigent
- Friedrich August Lehlbach (1805-1875), præst, medlem af Baden Landtag, og far til den amerikanske politiker Herman Lehlbach
- Lambert Heinrich von Babo (1818-1899), kemiker
- Heinrich Siegel (1830-1899), juridisk historiker og professor ved universitetet i Wien
- Carl Benz (1844-1929), opfinder af bilen, mand til Bertha, boede i Ladenburg fra 1906 til sin død i 1929
- Bertha Benz, (1849-1944), den første person, der kørte bil over lang afstand, Karls kone, boede i Ladenburg indtil hendes død i 1944
- Martin Hartmann (advokat) (1870-1931), advokat, leder af Baden-kontoret
- Elisabeth Trippmacher (1878-1969), forfatter, Ehrenbürgerin af Ladenburg, modtager af Forbundsrepublikken Tysklands fortjenstorden, blev født i Ladenburg
- Hermann Hohn (1897-1968), tysk general, tjente i begge verdenskrige, modtager af ridderkorset med egetræsblade og sværd, var borgmester i Ladenburg i 12 år
- Karl Langenbacher (1908-1965), grafisk designer, forfatter af bøger og Hörspiele (radiodrama), blev født i Ladenburg
- Karl Wolf (1912-1975), hammerkaster og deltager i Sommer-OL 1952
- Reinhold Schulz (1931-2008) var borgmester i 28 år, hædret som Ehrenbürger, Reinhold-Schulz-Waldpark er opkaldt efter ham
- Karin Radermacher (1945-), politiker for SPD-partiet, tidligere medlem af Landtag i Bayern
- Gerhard Kleinböck (1952-), politiker for SPD-partiet, nuværende medlem af Landtag i Baden-Württemberg
- Alexandra Philipps (1975-), model, skønhedskonkurrence, frøken Tyskland 1999 vinder

## Internationale forbindelser

### Tvillingebyer
Ladenburg er venskab med:
- Garango, Burkina Faso, since 1983[6]
- Paternion, Austria, since 1984

## eksterne links
- Automuseum Dr. Carl Benz Arkiveret 23. oktober 2020 hos  Wayback Machine
- Bertha Benz Memorial Route